# Demonax palleolus
Demonax palleolus là một loài bọ cánh cứng trong họ Cerambycidae.